# Seesaw (moleculaire geometrie)
In de scheikunde verwijst seesaw ernaar, dat een molecuul een geometrie heeft waarbij een centraal atoom door vier atomen en een vrij elektronenpaar wordt omringd. Deze moleculaire geometrie soms ook ongeregelmatig tetraëdrisch genoemd. Het seesaw wordt doorgaans onvertaald uit het Engels overgenomen. Er ontstaat een structuur die aan een wip doet denken. Voorbeelden van moleculen met deze geometrie zijn zwaveltetrafluoride en telluurtetrafluoride.
Moleculen met een seesaw-structuur hebben dezelfde eigenschappen als die met een trigonaal bipiramidale moleculaire geometrie, omdat zij ook het Berry-mechanisme ondergaan.
coördinatiegetal 2: 
lineair · gebogen · 
coördinatiegetal 3: 
trigonaal planair · trigonaal piramidaal · T-vormig 

coördinatiegetal 4: 
tetraëdrisch · vierkant planair · seesaw ·
coördinatiegetal 5: 
trigonaal bipiramidaal · vierkant piramidaal · pentagonaal planair 

coördinatiegetal 6: 
octaëdrisch · pentagonaal piramidaal · 
coördinatiegetal 7: 
pentagonaal bipiramidaal